# Kształt liścia
Kształt liścia – ważna cecha rozpoznawcza roślin. Kształt liścia jest bowiem charakterystyczny dla poszczególnych gatunków. Zdarza się jednak nierzadko, że na tej samej roślinie występują liście różnego kształtu – zjawisko takie określane jest mianem heterofilii (różnolistności). Do rozpoznawania, czyli oznaczania gatunków roślin stosuje się tzw. klucze. Każdy klucz posługuje się specyficzną terminologią. Na opis liścia składają się na przykład szczegółowe opisy jego części, kształtu, osadzenia na łodydze. Nie bez znaczenia jest też rodzaj ulistnienia oraz użyłkowanie.

## Kształt blaszki

Kształty blaszek liści złożonych: a. liść trójlistkowy, b. dłoniasto złożony, c. wachlarzowatopalczasty, d. parzystopierzasty, e. nieparzystopierzasty z wąsami, f. podwójnie nieparzystopierzasty.

Liście można rozróżniać na podstawie kształtu blaszki. Popularny w Polsce klucz do oznaczania roślin „Rośliny polskie” wyróżnia następujące kształty liści pojedynczych: igiełkowate, szydlaste, szczeciniaste, szpilkowate, równowąskie, lancetowate, klinowate, łopatkowate, jajowate, odwrotnie jajowate, eliptyczne, nerkowate, koliste, tarczowate, sercowate, strzałkowate i oszczepowate. Mogą też istnieć kombinacje tych kształtów, np. liść jajowatolancetowaty itp.

Kształty blaszek liści pojedynczych:
a. szpilkowy, b. igiełkowaty, c. równowąski, d. lancetowaty, e. owalnie lancetowaty, f. jajowaty, g. spiczasto-jajowaty, h. odwrotnie jajowaty, i. łopatkowaty, j. eliptyczny, k. okrągły, l. nerkowaty, m. odwrotnie sercowaty, n. sercowaty, o. romboidalny, p. pierzastowrębny, r. oszczepowaty, s. strzałkowaty, t. trójkątny

## Nasada i szczyt liścia
Ważne znaczenie ma też nasada blaszki liścia, czyli podstawa i jego szczyt, czyli wierzchołek. Nasada liścia może zbiegać po ogonku, to znaczy płynnie przechodzić w ogonek, lub jest od niego wyraźnie oddzielona i wówczas ma kształt sercowaty, nerkowaty, ucięty lub zaokrąglony. Wyróżnia się liście o nasadzie symetrycznej i asymetrycznej. Szczyt liścia może być: zaokrąglony, stępiony, tępy, ucięty, wycięty, zaostrzony (szczeciniasto, sztyletowato, nagle, stopniowo), ostry. Czasami może mieć nasadzone ostrze, kończyk, ostkę.

## Brzeg blaszki
Wyróżnia się liście całobrzegie, karbowane, faliste, ząbkowane, piłkowane, podwójnie piłkowane, orzęsione, kolczaste i inne.

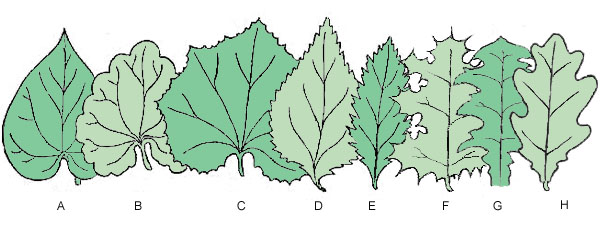
Brzegi blaszek:
A. liść całobrzegi, B. liść karbowany, C. liść ząbkowany, D. liść piłkowany, E. liść podwójnie piłkowany, F. liść ząbkowany z kolcami, G. liść poszarpany, H. liść falisto wcięty.

## Wcięcie blaszki
Ze względu na głębokość wcięcia blaszki wyróżnia się liście:
- wrębne – wcięcie do 1/4 szerokości blaszki,
- klapowane – wcięcie do 1/3 szerokości blaszki,
- dzielne – wcięcie do 2/3 szerokości blaszki,
- sieczne – wcięcia sięgają niemal do żyłki głównej.

W zależności od ułożenia wcięć wyróżnia się:
- wcięcia dłoniaste – skierowane są do podstawy blaszki,
- wcięcia pierzaste – ułożone są wzdłuż żyłki centralnej.

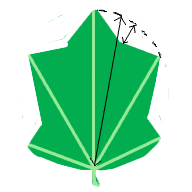
Liść dłoniasto-wrębny
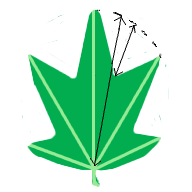
Liść dłoniasto-klapowany
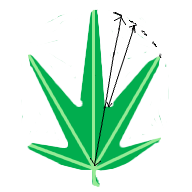
Liść dłoniasto-dzielny
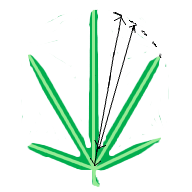
Liść dłoniasto-sieczny

Biorąc pod uwagę głębokość wcięcia i jego ułożenie, wyróżnia się liście:
- dłoniasto-wrębne,
- dłoniasto-klapowane,
- dłoniasto-dzielne,
- dłoniasto-sieczne,
- pierzasto-wrębne,
- pierzasto-klapowane,
- pierzasto-dzielne,
- pierzasto-sieczne.